# 오피셜 스토리
《오피셜 스토리》(La Historia Oficial, The Official Story)는 아르헨티나에서 제작된 루이스 푸엔조 감독의 1985년 영화이다. 1985년 4월 3일에 개봉한 영화로, 헥터 엘터리오 등이 주연으로 출연하였고 마르셀로 피네이로 등이 제작에 참여하였다.
영화는 대통령 호르헤 라파엘 비델라의 군부독재로 인한 국가테러가 여전히 나라에 만연하던 1983년에 처음으로 제작되기 시작했다. 이 때문에 배우 알렌드로는 국가의 군 당국으로부터 있을 위협에 겁먹어 영화의 주연석을 처음엔 거절했었다. 이러한 정치적 상황에도 불구하고 촬영은 1984년을 중심으로 이어졌으며, 영화는 그 후 1년 뒤, 즉 비델라의 임기 만료 2년 후인 1985년에 최종적으로 개봉되었다.
이후 군사독재정부가 시작한1976년 국가폭력 제40주기를 맞은 2016년 3월 24일, 영화 오피셜 스토리는 영화관에서 재개봉되었다.

## 줄거리
영화 <오피셜 스토리>는 “Guerra Sucia”, 즉 “더러운 전쟁”시기를 배경으로 삼고 있다.
고등학교 역사선생님인 알리시아 마르넷 데 이바녜즈(노마 알렌드로)는 독재정부와의 거래로 근래 두드러지게 번창한 기업인인 남편 로베르토 이바녜즈(헥터 엘터리오), 그리고 입양딸 가비와 함께 부에노스 아이레스에 살고있다. 알리시아는 여느 아르헨티나 고위층과 마찬가지로 나라에서 행해지고 있는 실종사건들과 국가테러의 전말을 완전히 자각하고 있지 못한 듯 보인다. 그녀는 천진난만하게도 죄가 있는 사람들만 체포를 당한다고 믿는다. 알리시아의 의문은 동료 교사인 베니테즈(파트리샤 콘트레라스)와 몇몇 제자들에 의해 제기되기 시작한다. 위대한 창시자 마리아노 모레노의 죽임에 대한 토론 도중, 코스타라는 한 학생은 정부가 발간한 역사서들은 "살인자들에 의해 쓰인 것"이라고 주장한다.
추방당했었던 알리시아의 절친, 아나는 독재정치가 끝난 이후 아르헨티나로 돌아왔다. 알리시아와 로베르토의 집에서 불편한 저녁식사를 가진 이후, 아나는 알리시아에게 떠나야 했던 이유를 처음으로 밝힌다. 아나는 자신이 포로로 잡혀있었으며, 반정부주의자로 낙인찍힌 남자와 함께 살았다는 이유로 고문받고 유린당했다고 밝힌다. 정작 아나는 그 동거인을 보지 못한 지 2년이 지났는데도 말이다.아나는 포로상태로 붙잡혀있던 동안, 임산부들이 출산하러 떠난 뒤 아기는 부유한 가정에 팔리고 아기 없이 홀로 돌아오는 것을 목격했다고 말한다. 충격받은 알리시아는 자신의 양딸인 가비의 근원에 대해 의혹을 품기 시작한다.
로베르토에게서 이에 관한 정보를 얻으려 노력했으나, 그러한 알리시아의 노력은 수포로 돌아간다. 그녀의 남편은 합법적이고 정상적인 입양절차를 거쳤다고 강조했지만, 그 일에 관한 그의 예민한 태도와 "굳이 생각하지 않아도 된다"고 알리시아를 설득하려하는 노력 등은 알리시아의 호기심을 키울 뿐이었다.
그러는 동안, 코스타는 계속해서 같은 반 친구들을 계몽시켰고, 어느 날 알리시아가 반에 도착했을 땐 실종자들의 소식이 칠판에 가득 붙어있었다. 알리시아가 학생들에게 충고하려던 그때, 베니테즈가 개입해 학생들을 옹호했다. 알리시아는 점점 베니테즈와 친구가 되어갔고, 그와 동시에 점점 사실에 가까워져갔다.
가비의 병원 출생 신고서를 찾던 중, 알리시아는 사라진 아이들을 찾는 단체, 5월 광장 어머니회와 만나게 된다. 알리시아는 사라라는 여성을 알게 되는데, 그녀의 딸은 임신한 채로 무장세력에 의해 남치되었다. 사라는 가비가 그녀의 손녀일 수도 있다고 생각한다.
한편, 로베르토는 동료들의 음모로 인해 직장에서 스트레스를 받고 있다. 아나는 그와 대면해 로베르토가 몇 년 전에 그녀를 고발해 체포당하게 만든 원인이라며 비난한다. 로베르토는 또한 집권 보수 군사 엘리트와의 유대를 인정하지 않고 좌파인 아버지, 형제와 마찰을 일으키기도 한다.
영화가 끝날 무렵 알리시아는 가비가 없을 때 사라를 집으로 데려와 로베르토에게 그녀를 소개하려고 하지만 로베르토는 화를 내며 사라를 쫓아낸다.

## 출연

### 주연
- 헥터 엘터리오
- 노마 알렌드로

### 조연
- 첼라 루이즈
- 휴고 아라나
- 페트리샤 콘트라스
- 기예르모 바타힐라
- 춘추나 빌라파녜

## 기타
- 미술: 아벨 파셀로

## 수상
1986
- 58회 미국 아카데미 시상식(외국어영화상)
- 11회 LA 비평가 협회상(외국어영화상)
- 43회 골든 글로브 시상식(외국어 영화상)

1985
- 38회 칸영화제(여우주연상)
- 10회 토론토국제영화제(관객상)